# Чемпионат Европы по волейболу среди женщин 1991
17-й чемпионат Европы по волейболу среди женщин прошёл с 28 сентября по 6 октября 1991 года в трёх городах Италии (Риме, Равенне и Бари) с участием 12 национальных сборных команд. Чемпионский титул в 13-й раз в своей истории и во второй раз подряд выиграла сборная СССР. Сборная СССР не проиграла ни одной партии, ни разу не дав набрать соперницам более 13 очков за партию.

## Команды-участницы
Италия — страна-организатор;
СССР, Германия, Румыния — по итогам чемпионата Европы 1989 года;
Чехословакия, Болгария, Греция, Польша, Албания, Нидерланды, Югославия, Франция — по итогам квалификации.

## Система проведения чемпионата
12 финалистов чемпионата Европы на предварительном этапе были разбиты на две группы. По две лучшие команды из групп стали участниками плей-офф за 1—4-е места. Итоговые 5—8-е места также по системе плей-офф разыграли команды, занявшие в группах 3—4-е места.

## Города
Соревнования прошли в трёх городах Италии — Рима, Равенне и Бари.
- Рим.

В Риме прошли матчи плей-офф чемпионата.
- Равенна.

В Равенне прошли матчи группы «А» предварительного этапа чемпионата.
- Бари.

В Бари прошли матчи группы «B» предварительного этапа чемпионата

## Предварительный этап

### Группа А
Равенна
| М | Команда  | 1   | 2   | 3   | 4   | 5   | 6   | И | В | П | С/П  | О  |
| - | -------- | --- | --- | --- | --- | --- | --- | - | - | - | ---- | -- |
| 1 | СССР     |     | 3:0 | 3:0 | 3:0 | 3:0 | 3:0 | 5 | 5 | 0 | 15:0 | 10 |
| 2 | Италия   | 0:3 |     | 3:0 | 3:0 | 3:0 | 3:0 | 5 | 4 | 1 | 12:3 | 9  |
| 3 | Болгария | 0:3 | 0:3 |     | 3:1 | 3:1 | 3:1 | 5 | 3 | 2 | 9:9  | 8  |
| 4 | Греция   | 0:3 | 0:3 | 1:3 |     | 3:2 | 3:1 | 5 | 2 | 3 | 7:12 | 7  |
| 5 | Франция  | 0:3 | 0:3 | 1:3 | 2:3 |     | 3:0 | 5 | 1 | 4 | 6:12 | 6  |
| 6 | Албания  | 0:3 | 0:3 | 1:3 | 1:3 | 0:3 |     | 5 | 0 | 5 | 2:15 | 5  |

28 сентября: Греция — Франция 3:2 (15:9, 8:15, 10:15, 15:5, 15:13); СССР — Болгария 3:0 (15:7, 15:2, 15:11); Италия — Албания 3:0 (15:3, 15:12, 15:1).
29 сентября: СССР — Франция 3:0 (15:6, 15:11, 15:13); Италия — Болгария 3:0 (15:7, 15:9, 15:9); Греция — Албания 3:1 (15:7, 6:15, 15:8, 16:14).
30 сентября: Болгария — Франция 3:1 (12:15, 16:14, 15:9, 15:9); СССР — Албания 3:0 (15:2, 15:7, 15:6); Италия — Греция 3:0 (15:1, 15:6, 15:7).
1 октября: Италия — Франция 3:0 (15:6, 15:6, 15:12); СССР — Греция 3:0 (15:7, 15:2, 15:3); Болгария — Албания 3:1 (15:7, 6:15, 15:11, 15:3).
2 октября: Болгария — Греция 3:1 (13:15, 15:5, 15:7, 15:3); Франция — Албания 3:0 (15:4, 15:1, 15:9); СССР — Италия 3:0 (15:6, 15:6, 15:9).

### Группа В
Бари
| М | Команда      | 1   | 2   | 3   | 4   | 5   | 6   | И | В | П | С/П  | О |
| - | ------------ | --- | --- | --- | --- | --- | --- | - | - | - | ---- | - |
| 1 | Нидерланды   |     | 2:3 | 3:0 | 3:0 | 3:0 | 3:0 | 5 | 4 | 1 | 14:3 | 9 |
| 2 | Германия     | 3:2 |     | 3:1 | 1:3 | 3:0 | 3:0 | 5 | 4 | 1 | 13:6 | 9 |
| 3 | Румыния      | 0:3 | 1:3 |     | 3:1 | 3:1 | 3:0 | 5 | 3 | 2 | 10:8 | 8 |
| 4 | Чехословакия | 0:3 | 3:1 | 1:3 |     | 3:2 | 3:0 | 5 | 3 | 2 | 10:9 | 8 |
| 5 | Польша       | 0:3 | 0:3 | 1:3 | 2:3 |     | 3:2 | 5 | 1 | 4 | 6:14 | 6 |
| 6 | Югославия    | 0:3 | 0:3 | 0:3 | 0:3 | 2:3 |     | 5 | 0 | 5 | 2:15 | 5 |

28 сентября: Польша — Югославия 3:2 (13:15, 11:15, 15:4, 15:7, 15:5); Нидерланды — Чехословакия 3:0 (17:15, 17:15, 15:13); Германия — Румыния 3:1 (15:4, 15:6, 12:15, 15:12).
29 сентября: Нидерланды — Польша 3:0 (15:7, 15:8, 15:4); Чехословакия — Германия 3:1 (15:11, 3:15, 15:10, 15:3); Румыния — Югославия 3:0 (15:9, 15:7, 15:2).
30 сентября: Чехословакия — Польша 3:2 (15:8, 3:15, 15:9, 9:15, 15:6); Нидерланды — Румыния 3:0 (15:10, 15:7, 15:11); Германия — Югославия 3:0 (15:6, 15:2, 15:1).
1 октября: Румыния — Чехословакия 3:1 (15:11, 15:10, 6:15, 15:2); Нидерланды — Югославия 3:0 (15:4, 15:4, 15:1); Германия — Польша 3:0 (15:12, 15:8, 15:10).
2 октября: Германия — Нидерланды 3:2 (12:15, 16:14, 15:4, 14:16, 15:13); Румыния — Польша 3:1 (15:13, 16:17, 15:4, 15:11); Чехословакия — Югославия 3:0 (15:3, 15:6, 15:2).

## Плей-офф
Рим

### Полуфинал за 1—4 места
5 октября
Нидерланды — Италия 3:1 (12:15, 15:6, 15:7, 16:14)
СССР — Германия 3:0 (15:6, 15:3, 15:11)

### Полуфинал за 5—8 места
5 октября
Румыния — Греция 3:1 (15:9, 15:8, 5:15, 15:10)
Чехословакия — Болгария 3:1 (15:5, 15:7, 14:16, 15:12)

### Матч за 7-е место
6 октября
Болгария — Греция 3:2 (15:12, 15:11, 12:15, 11:15, 15:13)

### Матч за 5-е место
6 октября
Чехословакия — Румыния 3:1 (15:10, 5:15, 16:14, 15:10)

### Матч за 3-е место
6 октября
Германия — Италия 3:1 (9:15, 15:8, 15:7, 15:10)

### Финал
6 октября
СССР — Нидерланды 3:0 (15:4, 15:2, 15:3)

## Итоги

### Положение команд
| СССР            | 7. Болгария      |
| Нидерланды      | 8. Греция        |
| Германия        | 9—10. Франция    |
| 4. Италия       | 9—10. Польша     |
| 5. Чехословакия | 11—12. Албания   |
| 6. Румыния      | 11—12. Югославия |

### Призёры
СССР: Валентина Огиенко, Елена Чебукина, Татьяна Сидоренко, Ирина Ильченко, Марина Панкова, Светлана Корытова, Елена Батухтина, Наталья Морозова, Инна Дашук, Галина Лебедева, Светлана Василевская, Инесса Емельянова. Главный тренер — Николай Карполь.
  Нидерланды: Синта Бурсма, Эрна Бринкман, Хелен Крилард, Марьолейн де Йонг, Кирстен Глейс, Афке Хамент, Фемке Хукстра, Вера Кунен, Ирена Маховчак, Маделон Маурисе, Ингрид Пирсма, Хенриетте Версинг. Главный тренер — Петер Мёрфи.
  Германия: Майке Арльт, Силке Ягер, Сусанне Ламе, Михаэла Люкнер, Уте Штеппин, Инес Пианка, Ариане Радфан, Констанц Радфан, Ренате Рик, Кристина Шульц, Карин Стейарт, Брит Видеман. Главный тренер — Зигфрид Кёлер.

### Индивидуальные призы
MVP:  Ирина Ильченко
Лучшая нападающая:  Хенриетте Версинг
Лучшая связующая:  Марина Панкова